# Az államigazgatás, az igazságszolgáltatás és a közélet tisztasága elleni bűncselekmények
A korábbi magyar Büntető Törvénykönyv (1978. évi V. törvény)  a XV. fejezetében rendelte büntetni az államigazgatás, az igazságszolgáltatás, és a közélet tisztasága elleni bűncselekményeket. Ezek a tényállások  az államigazgatás és az igazságszolgáltatás törvényes és zavartalan működése, valamint a közélet tisztasága érdekében helyeznek kilátásba szankciókat. Elhatárolásuk az államellenes bűncselekményektől azon alapul, hogy ezek nem az államot támadják, alapjánál fogva. Ma a  ezeket büntetni.
A közélet tisztasága elleni bűncselekmények kifejezést a hatályos Btk-ban (2012. évi C. törvény) a korrupciós bűncselekmények kifejezés váltotta fel. 

## Tényállások
A Büntető Törvénykönyv nyolc különböző címet nevesít.

### A választás, a népszavazás, és a népi kezdeményezés rendje elleni bűncselekmény
Ez önmagában egy törvényi tényállás, a 211. §.

### A rendészeti bűncselekmények
- Egyesülési joggal visszaélés (212. §.)
- Sajtórendészeti vétség (213. §.)
- Beutazási és tartózkodási tilalom megsértése (214. §.)
- Jogellenes tartózkodás elősegítése (214/A.§.)
- Földmérési jel megrongálása (215. §.)
- Műemlék megrongálása (216. §.)
- Kulturális javak megrongálása (216/A.§.)
- Visszaélés kulturális javakkal (216/B.§.)
- Embercsempészés (218. §.)
- Határjelrongálás (220. §.)

### Visszaélés minősített adattal
- Visszaélés titkos és szigorúan titkos minősítésű adattal (221. §.)
- Visszaélés korlátozott terjesztésű minősített adattal (222/A.§.)
- Visszaélés bizalmas minősítésű adattal (222. §.)

### Hivatali bűncselekmények
- Hivatali visszaélés (225. §.)
- Bántalmazás hivatalos eljárásban (226. §.)
- Kényszervallatás (227. §.)
- Jogosulatlan titkos információgyűjtés (227/A.§.)
- Jogellenes fogvatartás (228. §.)

### A hivatalos személy elleni bűncselekmények
- Hivatalos személy elleni erőszak (229. §.)
- Közfeladatot ellátó személy elleni erőszak (230. §.)
- Hivatalos személy támogatója elleni erőszak (231. §.)
- Nemzetközileg védett személy elleni erőszak (232. §.)

### Az igazságszolgáltatás elleni bűncselekmények
- Hamis vád (233. §.)
- Hatóság félrevezetése (237. §.)
- Hamis tanúzás (238. §.)
- Hamis tanúzásra felhívás (242. §.)
- Hatósági eljárás akadályozása (242/A.§.)
- Igazságszolgáltatással összefüggő titoksértés (242/B.)
- Mentő körülmény elhallgatása (243. §.)
- Bűnpártolás (244. §.)
- Fogolyszökés (245. §.)
- Fogolyzendülés (246. §.)
- Ügyvédi visszaélés (247. §.)
- Zugírászat (248. §.)
- Zártörés (249. §.)
- Bírósági végrehajtás akadályozása (249/A.§.)
- Nemzetközi bíróság előtt elkövetett igazságszolgáltatás elleni bűncselekmény (249/B.§.)

### A közélet tisztasága elleni bűncselekmények
- Passzív hivatali vesztegetés (250. §.)
- Passzív gazdasági vesztegetés (251-252. §.)
- Aktív hivatali vesztegetés (253. §.)
- Aktív gazdasági vesztegetés (254. §.)
- Hatósági eljárásban elkövetett vesztegetés (255. §.)
- Vesztegetés feljelentésének elmulasztása (255/B.§.)
- Befolyással üzérkedés (256. §.)
- Közérdekű bejelentő üldözése (257. §.)

### A nemzetközi közélet tisztasága elleni bűncselekmények
- Vesztegetés nemzetközi kapcsolatban (258/B-D. §.)
- Befolyással üzérkedés nemzetközi kapcsolatban (258/E.§.)